# Eugenia jutiapensis
Eugenia jutiapensis là một loài của thực vật thuộc họ Myrtaceae. Loài này có ở El Salvador và Guatemala. Chúng hiện đang bị đe dọa vì mất môi trường sống.